# Сміттон (Пенсільванія)
Сміттон (англ. Smithton) — місто (англ. borough) в США, в окрузі Вестморленд штату Пенсільванія. Населення — 351 особа (2020).

## Географія
Сміттон розташований за координатами 40°9′14″ пн. ш. 79°44′30″ зх. д. / 40.15389° пн. ш. 79.74167° зх. д. (40.153808, -79.741667).  За даними Бюро перепису населення США в 2010 році місто мало площу 0,30 км², з яких 0,26 км² — суходіл та 0,04 км² — водойми.

## Демографія
Згідно з переписом 2010 року, у селищі мешкало 399 осіб у 166 домогосподарствах у складі 98 родин. Густота населення становила 1312 осіб/км².  Було 187 помешкань (615/км²).
Расовий склад населення:
| - 98,5 % — білих - 0,5 % — азіатів |

До двох чи більше рас належало 1,0 %. Частка іспаномовних становила 1,8 % від усіх жителів.
За віковим діапазоном населення розподілялося таким чином: 23,6 % — особи молодші 18 років, 57,6 % — особи у віці 18—64 років, 18,8 % — особи у віці 65 років та старші. Медіана віку мешканця становила 40,4 року. На 100 осіб жіночої статі у селищі припадало 95,6 чоловіків;  на 100 жінок у віці від 18 років та старших — 96,8 чоловіків також старших 18 років.
Середній дохід на одне домашнє господарство  становив 52 797 доларів США (медіана — 47 639), а середній дохід на одну сім'ю — 57 840 доларів (медіана — 48 929). Медіана доходів становила 47 292 долари для чоловіків та 39 375 доларів для жінок. За межею бідності перебувало 16,6 % осіб, у тому числі 31,0 % дітей у віці до 18 років та 16,0 % осіб у віці 65 років та старших.
Цивільне працевлаштоване населення становило 181 особа. Основні галузі зайнятості: освіта, охорона здоров'я та соціальна допомога — 25,4 %, роздрібна торгівля — 18,8 %, виробництво — 12,2 %, науковці, спеціалісти, менеджери — 8,8 %.